# Bachelită

Structura bachelitei

Bachelita este o rășină sintetică, din familia fenoplastelor obținută în formă brută prin reacția de condensare dintre aldehida formică și fenoli folosindu-se de un catalizator alcalin (hidroxid de sodiu) sau acidic (acid clorhidric).
În amestec cu diferite materiale, prin presare la cald, se obține o masă plastică insolubilă, termostabilă, electroizolantă, dură, rezistentă la șoc și la uzură.
A fost descoperită în 1907 de către chimistul belgian Leo Baekeland (de unde îi provine și numele), care a prezentat-o doi ani mai târziu la o conferință a societății științifice American Chemical Society.
Se utilizează la fabricarea diferitelor materiale presate și laminate, la obținerea unor materiale și piese electroizolante, obiecte de uz industrial și casnic.